# Bukowiński Dział
Bukowiński Dział (940 m), Bukowiński Wierch – szczyt w regionalizacji fizycznogeograficznej Polski według Jerzego Kondrackiego zaliczany do Beskidu Orawsko-Podhalańskiego, w nowszej regionalizacji z 2018 roku do Pogórza Orawsko-Jordanowskiego. Jest to drugi co do wysokości szczyt tego pasma. Wznosi się w miejscowości Bukowina-Osiedle w województwie małopolskim, w powiecie nowotarskim, w gminie Raba Wyżna. Porośnięty jest lasem, ale część dolnych stoków jest bezleśna, zajęta przez pola uprawne tych miejscowości. W lesie liczne polany. Od strony wschodniej pola uprawne miejscowości Bukowina-Osiedle podchodzą aż na rozległy i płaski szczyt Bukowińskiego Wierchu, który również jest bezleśny. Znajduje się na nim maszt przekaźnika telekomunikacyjnego, dzięki któremu szczyt ten jest rozpoznawalny z daleka. Dzięki swojej bezleśności szczyt Bukowińskiego Wierchu jest dobrym punktem widokowym. Widokowa jest również przełęcz między Bukowińskim Wierchem a Żeleźnicą. Prowadzi nią asfaltowa droga.
Znany krajoznawca Kazimierz Ignacy Sosnowski nazywał Bukowiński Wierch „pępkiem świata”. Nie prowadzi przez niego żaden znakowany szlak turystyczny, łatwo jednak można wyjść na niego polnymi drogami, najłatwiej z okolic przełęczy między nim a Żeleźnicą w miejscowości Bukowina-Osiedle.
Bukowiński Wierch znajduje się w zlewisku Morza Czarnego. Spływające z niego wody zasilają Podszklanka, Jędraszcz i Podsarnianka.